# Snub Mosley
Pour les articles homonymes, voir Mosley.
Snub Mosley est un tromboniste américain de jazz. Il propose aussi dans les années 1930 le slide saxophone, un instrument hybride entre le saxophone et le trombone.

## Carrière musicale
Mosley commence par se former au trombone au lycée et effectue des études à l'école de musique Cutaire de Cincinnati. Il commence sa carrière en tant que membre des Territory Bands du pianiste Alphonse Trent entre 1926 et 1933. Mosley intègre l'année suivante le groupe Jeter-Pillars Orchestra mené par les saxophonistes James Jeter et Hayes Pillars, puis joue aux côtés du pianiste Claude Hopkins (1934-35), de Louis Armstrong au sein de l'orchestre de Luis Russell (1936-37) et avec le pianiste Fats Waller (1937) mais aussi le pianiste et chef d'orchestre Fletcher Henderson. À la fin des années 1930, Mosley crée un instrument nommé « slide saxophone » qui comprend des éléments du saxophone et du trombone à coulisse,. Bien que jouant principalement du trombone il se fait rapidement connaître avec cet instrument et qui apparaît notamment sur l'enregistrement The Man with the Funny Little Horn datant de 1940.
À partir de 1938, Mosley dirige ses propres groupes dans lesquelles participent des musiciens tels que Tommy Benford, Bernard Addison ou Skeets Tolbert. Jusqu'en 1943 il se produit avec son groupe dans différentes villes des États-Unis dont New York et Chicago. Au cours de la Seconde Guerre mondiale il dirige jusqu'en 1946 un orchestre militaire pour les soldats américains, ce qui le conduit jusqu'au sud du Pacifique. De retour il s'installe à New York où il jouera et dans sa région jusque vers la fin des années 1970. Il effectue également plusieurs tournées dont une en Grande Bretagne en 1952 ainsi que dans différents pays européens à la fin de sa carrière en 1978.